# Parafia Chrystusa Odkupiciela w Nowinach
Parafia Chrystusa Odkupiciela – parafia rzymskokatolicka w Nowinach (diecezja kielecka, dekanat Kielce-Południe). Erygowana w 1982. Mieści się przy ulicy Przemysłowej. Duszpasterstwo w niej prowadzą księża diecezjalni.